# Sixten Bock
Karl Alfred Sixten Bock, född 2 september 1884 i Tenhult, Rogberga församling, död 16 augusti 1946, var en svensk zoolog. 
Bock disputerade 1913 vid Uppsala universitet och var därefter 1913–19 konservator vid Zoologiska institutionen i Uppsala. Han blev 1927 lektor vid högre allmänna läroverket i Norrköping och var 1929–1946 professor och föreståndare för evertebratavdelningen vid Naturhistoriska riksmuseet. Han blev 1945 ledamot av Vetenskapsakademien.
Bland Bocks skrifter märks främst en rad arbeten över virvelmaskarna (turbellarier) som Studien über Polycladen (1913), Boninia (1923), med flera. Han införde fysiologin som läroämne vid den zoologiska undervisningen Uppsala. Bock deltog i 1908 års Spetsbergsexpedition och företog forskningsresor till Japan och Boninöarna 1914 och 1917–18 till Söderhavsöarna tillsammans med Christian Hessle, och medförde stora samlingar från dessa resor. Bocks samlingar av etnografiska föremål och fotografier finns på Etnografiska museet i Stockholm.